# 100 St Georges Terrace
100 St Georges Terrace es un rascacielos de 24 pisos ubicado en el número 100 de St Georges Terrace, en la ciudad de Perth, la capital del estado de Australia Occidental (Australia).
Es una propiedad mixta comercial y minorista. El componente minorista, denominado enex perth (antes enex100), se compone de tres pisos de tiendas y puntos de venta de alimentos entre St Georges Terrace y Hay Street Mall. La torre de oficinas tiene 103 m (metros) de alto y el proyecto fue el primer edificio de oficinas construido en Perth con una calificación de invernadero de edificio australiano de 4,5 estrellas.

## Historia del edificio
Anteriormente, el solar ocupado por St Georges Terrace estaba ocupado por varios edificios. El sitio adyacente a Trinity Church se abrió como una sucursal del Union Bank of Australia en 1885. El edificio de siete pisos de la Compañía de Seguros de Nueva Zelanda se construyó en el número 100 de St Georges Terrace en 1927, seguido por el vecino Airways House de seis pisos en 1933. El Union Bank se convirtió en ANZ Bank, y en mayo de 1963 abandonó su edificio para permitir la construcción de un edificio de reemplazo moderno en el mismo sitio. El ANZ Bank de reemplazo tenía 14 pisos de altura y fue inaugurado en noviembre de 1965 por el primer ministro David Brand . El sitio también se convirtió en la sede de la National Mutual Arcade.
El lateral de Hay Street albergaba los grandes almacenes Sandovers,  cuyo primer edificio fue diseñado por el arquitecto J. Talbot Hobbs, pero quedó destruido por un incendio en 1907, por lo que fue reemplazado por un nuevo edificio. Este siguió albergando los grandes almacenes Sandovers hasta que la empresa cerró a fines del siglo XX, y la fachada permanece en pie hasta el día de hoy.
El edificio del Banco ANZ fue demolido a fines de la década de 1980, y el National Mutual Arcade fue demolido a principios de 1991. Esto se hizo para dar paso a una sala de juegos minorista de desarrollo de 100 millones de dólares australianos y una torre de oficinas de 39 pisos. Sin embargo, debido a una recesión del mercado, los planes nunca se concretaron. En cambio, la mitad del solar de St Georges Terrace se ajardinó y se convirtió en un parque, mientras que la mitad norte vio la construcción de una tienda de Toys "R" Us.

## Reurbanización
En 2001, Caversham Properties, subsidiaria de Futuris Corporation, obtuvo una opción de treinta menillones de dólares austarlianos sobre el solar, para construir en él una torre de oficinas. En 2002, Futuris dio a conocer sus planes para construir una torre de 27 pisos e invertir ciento veinte millones de dólares australianos en un proyecto llamado Century City, recibiendo la aprobación de planificación para el desarrollo. El proyecto incluiría un gran centro comercial y un cine debajo de la torre de oficinas. Sin embargo, no atrajo suficiente interés de los principales inquilinos, y los planes de Futuris fueron cancelados.
Después de abandonarse el proyecto de Futuris, Pivot Group, el grupo privado del presidente de Incitec, Peter Laurance, tomó una opción para reurbanizar el solar en septiembre de 2003. En ese momento, el sitio era propiedad de AXA Statutory Fund y estaba administrado por Deutsche Asset Management. El 17 de diciembre de 2004, Pivot Group ejerció su opción de comprar el sitio de AXA Pacific por valor de treinta millones de dólares austarlianos. El mismo día, anunció nuevos planes de remodelación para el lugar. El proyecto se llevó a cabo como una empresa conjunta entre Incitec y Industry Superannuation Property Trust (ISPT), el último de los cuales también era propietario del cercano centro comercial Forrest Chase. Una vez finalizado, ISPT tomaría la propiedad total del terreno. Para facilitar la remodelación, las propiedades frente al Hay Street Mall fueron compradas por Pivot Group.
La ciudad de Perth aprobó el proyecto en abril de 2004. Iba a ser el desarrollo minorista más grande en el distrito comercial central de Perth desde que Forrest Chase se completó en 1989. Inicialmente se esperaba que la construcción comenzara a principios de 2005, y se esperaba que el edificio tuviera un valor, una vez terminado, de cuarenta millones de dólares australianos.
Los planes incluían un aparcamiento subterráneo, así como un muelle de carga de 22 bahías, que iba a ser utilizado por los inquilinos del centro comercial, así como por otros minoristas en el Hay Street Mall. Sin embargo, a pesar de querer un muelle de carga para el centro comercial desde 1989, la ciudad de Perth se negó a invertir dinero público en el proyecto.
Antes de que comenzara la construcción, la cadena de supermercados Woolworths arrendó por 20 años más 27 000 m² (metros cuadrados) comerciales (de un total de 160 000 m²).
El desarrollo se estructuró de modo que, si no había suficiente demanda de espacio para oficinas, la torre de oficinas se desguazaría en favor de un desarrollo puramente comercial. Gracias al auge económico vivido en esos años en Australia Occidental, durante la planificación y la construcción, los mercados de alquiler de oficinas y minoristas en el distrito central de negocios de Perth se secaron y las tasas de desocupación cayeron a mínimos históricos. A pesar de esto y de unos alquileres que se situaban entre los más bajos del mercado de oficinas de Perth, los promotores tuvieron problemas para conseguir un inquilino ancla para la parte de la torre de oficinas del desarrollo. Los promotores confirmaron en octubre de 2005 que la construcción de la torre de oficinas se llevaría a cabo sin un inquilino ancla.
Los arrendamientos existentes sobre los edificios restantes frente al Hay Street Mall expiraron a fines de enero de 2006, y la demolición comenzó en febrero de 2006. Las fachadas patrimoniales de estos edificios se conservaron e incorporaron al nuevo desarrollo. La demolición se completó en abril de 2006 y se esperaba que la construcción por parte de la empresa constructora Multiplex comenzara en julio de 2006. En esta etapa, el costo del desarrollo se había revisado a 250 millones de AUD.
Axiom Properties se unió al proyecto el 27 de junio de 2006, invirtiendo cinco millones de dólares australianos a cambio de la mitad de las ganancias de la parte de la torre de oficinas del desarrollo.
El primer arrendamiento de oficinas importante se logró en marzo de 2007, cuando el gigante japonés de petróleo y gas Inpex firmó un contrato de arrendamiento de 10 años sobre 75 000 m² de espacio en los cuatro pisos superiores del edificio. A esto le siguió el National Australia Bank, que ocupó 96 000 m² en la torre y se convirtió en su inquilino ancla, para permitirle cambiar de su ubicación actual en St Martins Center. El banco también arrendó 22 000 m² de espacio comercial en dos niveles para abrir una nueva sede comercial frente a St Georges Terrace y derechos de señalización asegurados para el edificio. Apache Energy también se comprometió a ocupar 86 000 m². Más cerca de la finalización del edificio, NOPSA arrendó 13 300 m² de espacio, y la empresa de ingeniería Kellogg Brown & Root y la subsidiaria Geanherne ocuparon 57 000 m² de espacio en el edificio, lo que lo lleva al 97 % arrendado. Microsoft ocupó el 3 % restante del espacio disponible poco después de la finalización, tras su reubicación de QV.1 .
Durante la construcción, ISPT compró la participación de Axiom Properties en el proyecto y lo renombró de «Century City» a «100 St Georges Terrace», con el componente minorista llamado «enex100». El motivo de este cambio fue reflejar una imagen más moderna, con el nombre anterior considerado «demasiado conservador». El nombre «enex100» aparentemente se deriva del eslogan «disfruta y espera lo inesperado». Desde entonces, el nombre se ha simplificado a «enex perth».
La etapa inicial del proyecto minorista, compuesto por tiendas frente al Hay Street Mall, se inauguró a mediados de diciembre de 2008. La segunda etapa del centro comercial estaba compuesta por el supermercado Woolworths, JB Hi-Fi y un patio de comidas de lujo en el nivel del podio. Woolworths se inauguró el 8 de junio de 2009, y fue la tienda número 800 de la cadena en Australia. El resto del complejo fue inaugurado oficialmente por Perth MLA John Hyde .
En diciembre de 2009, se inauguró el bar y restaurante Greenhouse en la parte delantera del complejo en St Georges Terrace. Diseñado por Joost Bakker, el edificio está construido completamente con materiales reciclados y / o reciclables, y fue construido durante un período de 14 días por un equipo de trabajadores. Las paredes exteriores del restaurante están cubiertas con aproximadamente 4000 plantas de fresa, con las paredes internas hechas de madera contrachapada y aisladas con 420 fardos de paja. El bar de la azotea también alberga un huerto y una granja de lombrices.

## Diseño
El proyecto fue diseñado por los arquitectos Hames Sharley, quienes también fueron responsables del diseño del campanario de Swan Bells. El complejo se compone de una torre de oficinas al frente de St Georges Terrace, con 19 plantas de oficinas y cuatro plantas niveles entre el Hay Street Mall y la terraza. Otros cuatro pisos del sótano tienen un estacionamiento para inquilinos y servicios de construcción. El diseño se inspiró en centros comerciales suburbanos como el Chadstone en Melbourne y el Chatswood Chase en Sídney, en lugar de basarse en los diseños tradicionales de salas de juegos de CBD.
Antes de comenzar la construcción, los promotores urbanísticos se comprometieron a lograr una calificación de 4,5 estrellas en el Australian Building Greenhouse Rating. Esto agregó un 10 % al costo del edificio, y los promotores indicaron que lograr una calificación de 5 estrellas sería prohibitivamente costoso.
Las placas del suelo cubren 19 000 m² (metros cuadrados), y la administración las describe como virtualmente «sin columnas» y con «ventanas altas». Hay un total de 337 000 m² de área neta para oficinas.